# Frank Gerard Rozendaal
Frank Gerard Rozendaal (Bloemendaal, 9 de maig del 1957 – 3 de desembre del 2013) va ser un zoolèg neerlandès especialitzat en ornitologia. També va ser escriptor, traductor i fotògraf. Les seves investigacions se centraven en els ocells del sud-est asiàtic i també va fer contribucions a la sistemàtica dels ratpenats. Va fer diversos viatges per a col·leccions de museus, al principi a Europa i l'Orient Pròxim i entre el 1979 i el 1991 al sud i sud-est d'Àsia. Va descobrir diverses noves espècies d'ocells i ratpenats.

## Biografia
Frank Rozendaal va ser un dels fundadors de la Dutch Birding Association el 1979. A la primera edició de la revista Dutch Birding va escriure un article sobre la calàbria de bec blanc amb les seves pròpies il·lustracions gràfiques. Fins al 1999 va escriure més de 20 articles a la revista. Va estudiar Biologia a la Universitat de Leiden i la Universitat d'Utrecht i va acabar els estudis el 1985 amb una tesi sobre la feina ornitològica de M. E. G. Bartels i fills a les Índies Orientals Neerlandeses.
Entre el 1979 i el 1987 va descobrir amb la seva dona Caroline Rozendaal-Kortekaas noves espècies d'ocells a l'Àsia Sud-oriental: Ninox ios a Cèlebes (el 1999 i descrita per Pamela Rasmussen), Horornis carolinae a l'illa Yamdena (Tanimbar). Juntament amb Frank Lambert va redescobrir un ocell en perill crític d'extinció, Coracornis sanghirensis, a Sangihe (Cèlebes). Basant-se en sons, el 2004 amb George Sangster Caprimulgus meesi  a Flores i Sumba, que abans era considerat com un subgènere de Caprimulgus macrurus. Va escriure cinc articles sobre pites i va descriure una nova subespecie de Hydrornis soror. També és coautor de Locustella alishanensis , que va ser descrit el 2000.
A més dels seus descobriments d'ocells, també va descobrir noves espècies de ratpenats, entre altres el ratpenat nassut llustrós (Murina rozendaali), anomenat en honor d'ell i descrit per Hill i Francis el 1984, i el ratpenat llenguallarg de Halmahera (Syconycteris carolinae), anomenat en honor de la seva dona. A part d'això, també va descobrir tres libèl·lules de les quals en va descriure dues, junts amb J. van Tol (Cryptophaea vietnamensis i Rhinocypha watsoni). Frank Rozendaal també va treballar com a traductor (entre altres de la guia d'ocells de l'ANWB) i col·laborador d'altres guies sobre ocells al sud-est asiàtic.
Va morir el 3 de desembre del 2013 a causa d'una malaltia.

## Obres
Una selecció de les obres de Frank Rozendaal.
- Rozendaal, F.: De bijdragen van M. E. G. Bartels (1871–1936) en zijn zoons Max jr. (1902–1943), Ernst (1904–1976) en Hans (geboren 1906) tot de kennis van de Avifauna van de Indische Archipel: een historisch-ornithologïsche studie naar de verrichtingen van een familie van natuuronderzoekers in Nederlandsch-Indië en Indonesië, 1981
- Rozendaal, F.: De bijdragen van Andries Hoogerwerf (1906-1977) tot de kennis van de avifauna van de Indische Archipel : een historisch-ornithologische studie naar de verrichtingen van een natuuronderzoeker in Nederlandsch-Indië en Indonesië, Biohistorisch Instituut, 1981
- Rozendaal, F. G. (1984): Notes on macroglossine bats from Sulawesi and the Moluccas, Indonesia, with the description of a new species of Syconycteris Matschie, 1899 from Halmahera (Mammalia: Megachiroptera). Zoologische Mededelingen 58 (13):187-212
- Rozendaal, F. G. (1987): Description of a new species of Bush Warbler of the genus Cettia Bonaparte, 1834 (Aves: Sylviidae) from Yamdena, Tanimbar Islands, Indonesia. Zool. Med. 61: 177-202.
- Sangster, G. and F. Rozendaal (2004) Territorial songs and species-level taxonomy of nightjars of the Caprimulgus macrurus complex, with the description of a new species. Zoölogische Verhandelingen (Leiden) Vol. 350 pp. 7–45. PDF